# 林田真人
林田 真人（はやしだ まさと、1945年 - ）は、岡山県出身のアマチュア野球選手（外野手）。

## 経歴
岡山東商業高校では投手、外野手として活躍、1963年春夏の甲子園に中堅手、四番打者として出場した。春の選抜は1回戦で早稲田実に敗れる。夏の県予選決勝では菱川章、秋山重雄らのいた倉敷工に9回裏逆転サヨナラ勝ち。夏の選手権は2回戦で能代高の簾内政雄を打ち崩し、3回戦に進むが九州学院の古川興市（愛知マツダ）に完封を喫する。
卒業後は早稲田大学へ進学。東京六大学野球リーグでは在学中に3度の優勝を経験。1年生から外野手として起用され、1964年秋季リーグでは長池徳二と首位打者を争う。明大の高田繁と並ぶ、走攻守三拍子揃った中堅手として知られ、同季から3季連続でベストナインに選出された。1965年にマニラで開催された第6回アジア野球選手権大会（東京六大学選抜チームが日本代表）に出場、日本の優勝に貢献している。4年時には主将を務めた。大学同期に三輪田勝利、高橋直樹両投手がいる。1967年のプロ野球ドラフト会議で、阪神タイガースから3位指名されたが入団を拒否。
大学卒業後はクラレ岡山に入社。中堅手、四番打者として1968年から都市対抗に5年連続出場。チームメイトに外山義明、片岡新之介、門田博光らがいた。しかし石油ショックによる業績不振もあって野球部は1973年11月に解散した。